# Marcus De Bruin
Marcus De Bruin, född 23 juni 1986, är en svensk polis och före detta fotbollsspelare. Sedan säsongen 2020 ingår De Bruin i Degerfors IF:s ledarstab, hans uppgift är att leda U21-laget när de spelar matcher. 

## Karriär
De Bruin spelade för Degerfors IF mellan 2009 och 2011. Säsongen 2012 studerade han på Polishögskolan och valde då att spela i en klubb i Stockholmsområdet – Sollentuna United. Därefter återvände De Bruin till Degerfors IF. Efter säsongen 2018 lämnade han klubben.
I maj 2019 återvände De Bruin till KB Karlskoga. Han spelade två matcher och gjorde ett mål för klubben i Division 4 2019. I augusti 2019 lämnade De Bruin klubben.